# Autoserica tessellata
Autoserica tessellata är en skalbaggsart som beskrevs av Louis Albert Péringuey 1904. Autoserica tessellata ingår i släktet Autoserica och familjen Melolonthidae. Inga underarter finns listade.